# Autorité des marchés financiers (Québec)
Pour les articles homonymes, voir Autorité des marchés financiers et AMF.
L’Autorité des marchés financiers (AMF) est l’organisme mandaté par le gouvernement du Québec pour encadrer les marchés financiers québécois et prêter assistance aux consommateurs de produits et services financiers.
L'AMF coordonne son action avec les organismes autoréglementés que sont la Chambre de la sécurité financière et la Chambre de l'assurance de dommages, notamment en matière de déontologie et formation continue.
Le siège de l'AMF est située dans la ville de Québec, mais dispose également de bureaux à Montréal.

## Mission
Tel qu'il est prévu dans sa loi constitutive, l'Autorité des marchés financiers a pour mission d'appliquer les lois relatives à l'encadrement du secteur financier, notamment dans les domaines de l'assurance, des valeurs mobilières, des instruments dérivés, des institutions de dépôts – à l’exception des banques –, de la distribution de produits et services financiers, du courtage hypothécaire et de l’évaluation du crédit.
Plus précisément, l'AMF doit:
- prêter assistance aux consommateurs de produits et aux utilisateurs de services financiers;
- veiller à ce que les institutions financières et les autres intervenants du secteur financier respectent les normes de solvabilité prescrites et se conforment aux obligations que la Loi leur impose ;
- assurer l'encadrement des activités de distribution de produits et services financiers ;
- assurer l'encadrement des activités de bourse et de compensation, et celui des marchés de valeurs mobilières ;
- assurer l'encadrement des marchés de dérivés, notamment des bourses et des chambres de compensation de dérivés, en veillant à ce que les entités réglementées et les autres intervenants aux marchés de dérivés se conforment aux obligations prévues par la loi ;
- voir à la mise en place de programmes de protection et d'indemnisation des consommateurs de produits et des utilisateurs de services financiers, et administrer les fonds d'indemnisation prévus par la Loi.

Outre les pouvoirs et les responsabilités qui lui incombent en vertu de sa loi constitutive, l’AMF veille à l’application des lois propres à chacun des domaines qu’elle encadre. Elle peut aussi faire appel à des organismes d’autoréglementation à qui sont délégués certains pouvoirs d’encadrement.
L’autonomie financière de l’AMF est assurée par les cotisations et les droits versés par les personnes et les entreprises concernées par les lois qu’elle est chargée d’appliquer.
L’AMF est dirigée par un président-directeur général nommé par le gouvernement. Pour l’application de ses règles de gouvernance, l’AMF est soutenue par un vérificateur interne ainsi que un conseil d'administration.

## Autres mandats de l'AMF
L'Autorité des marchés financiers administre aussi les mandats suivants:
- Donne l'autorisation requise aux émetteurs de RVER (régime volontaire d'épargne retraite);

- Voit à l'application de la Loi sur les mesures de transparence dans les industries minière, pétrolière et gazière et de la Loi sur les agents d’évaluation du crédit.

## Registres administrés par l'AMF
L'AMF permet l'accès au public à divers registres:
- Registre des individus et des entreprises autorisés à exercer diverses activités de distribution et de conseil en matière de produits financiers au Québec
- Registre des plateformes de négociation de cryptoactifs;
- Registre des émetteurs assujettis au Québec en valeurs mobilières;
- Registre des institutions financières à qui elle délivre l'autorisation d'exercer des activités au Québec (assurances, institutions de dépôts et société de fiducie);
- Registre des personnes morales autorisées à agir comme administrateur d'un RVER;
- Registre des mesures de transparence dans les industries minière, pétrolière et gazière;
- Registre des agents d’évaluation du crédit;
- Portails de financement participatif opérant sous deux types de régimes: courtier inscrit auprès de l'AMF ou sous un régime d'inscription pour financement participatif des entreprises en démarrage.

## Historique
L'Autorité des marchés financiers tient son autorité de la Loi sur l'encadrement du secteur financier. Elle est issue de la fusion de la Commission des valeurs mobilières du Québec (CVMQ), du Bureau des services financiers (BSF), de la Régie de l'assurance-dépôt du Québec (RADQ), du Fonds d'indemnisation des services financiers (FISF) et de l'Inspecteur général des institutions financières (IGIF).
Les personnes ayant occupé le rôle de président-directeur général de l'AMF sont: Jean Saint-Gelais (2004-2010), Mario Albert (2010-2013), Louis Morisset (2013-2023) et Yves Ouellet (2023-aujourd'hui).

## Quelques organismes homologues
L'Autorité des marchés financiers du Québec est membre de l'Organisation internationale des commissions de valeurs mobilières (IOSCO) avec, entre autres, ses homologues suivants :
- De Maroc : l’Autorité Marocaine du Marché des Capitaux (AMMC);
- D'Afrique du Sud : Financial Services Board (en) (FSB);
- D'Allemagne : Bundesanstalt für Finanzdienstleistungsaufsicht (BaFin);
- D'Australie : Australian Securities and Investments Commission (ASIC);
- Du Brésil : Comissão de Valores Mobiliários (pt) (CVM);
- De Chine : China Securities Regulatory Commission (en) (CSRC);
- D'Espagne : Comisión Nacional del Mercado de Valores (es) (CNMV);
- Des États-Unis : Securities and Exchange Commission (SEC);
- De France : Autorité des Marchés Financiers (AMF);
- De Hong Kong : Securities and Futures Commission (en) (SFC)
- D'Italie : Commissione Nazionale per le Società e la Borsa (it) (CONSOB);
- Du Japon : Financial Services Agency;
- Du Mexique : Comisión Nacional Bancaria y de Valores (es);
- De l'Ontario (Canada) : Commission des valeurs mobilières de l'Ontario (Ontario Securities Commission);
- Du Royaume-Uni : Financial Services Authority (FSA);
- De Russie : Federal Financial Markets Service (en) (FFMS);
- De Singapour : Monetary Authority of Singapore (MAS).